# Aminopterin-Syndrom
Das Aminopterin-Syndrom ist eine sehr seltene, durch Einnahme von Folsäure-Antagonisten (Aminopterin oder Methotrexat) kurz vor oder während der Schwangerschaft verursachte Embryopathie. Hauptmerkmale des Fehlbildungssyndromes sind mangelhafte Verknöcherung der Schädeldecke, Klumpfüße, Gesichtsdysmorphien, Skelettfehlbildungen und Kleinwuchs.
Synonyme sind: Aminopterin-Embryopathie; Aminopterin-Syndrom, fetales; Aminopterin-Exposition, vorgeburtliche
Die Erstbeschreibung stammt aus dem Jahre 1950 durch den US-amerikanischen Pathologen J. B. Thiersch zusammen mit F. S. Philips.

## Verbreitung
Die Häufigkeit wird mit unter 1 zu 1.000.000 angegeben, bislang wurde über mehr als 50 Betroffene berichtet.

## Ursache
Das Syndrom wird durch Exposition mit den Folsäure-Antagonisten  Aminopterin oder MTX im ersten Drittel der Schwangerschaft, meist 4. – 12. Schwangerschaftswoche verursacht.

## Klinische Erscheinungen
Klinische Kriterien sind:
- Manifestation vorgeburtlich oder als Neugeborenes
- Intrauterine Wachstumsretardierung, nach der Geburt Kleinwuchs
- Schädelauffälligkeiten wie gestörte Verknöcherung des Schädeldaches, Kraniosynostose, Kleeblattschädel
- Gesichtsauffälligkeiten wie Hypertelorismus, breiter Nasenrücken, hervorstehende Augen, Mikrogenie, fehlgebildete Ohrmuscheln, Gaumenspalte
- Auffälligkeiten der Extremitäten wie Verkürzungen, Klumpfuß, fehlende Finger- oder Zehenglieder, Syndaktylie oder Nagelhypoplasie
- Hydrozephalus, Neuralrohrdefekte und Herzfehler können vorkommen.

Nach Aminopterinexposition finden sich gehäuft Anenzephalie oder Hypoplasie des Gehirnes, Maxilläre Retrognathie, flache Supraorbitalwülste, Ptosis, Mesomelie, nach Methotrexatexposition gehäuft Turmschädel, große hintere Fontanelle oder Anomalien der Rippen, Finger oder Zehen.

## Diagnose
Die Verdachtsdiagnose kann bereits während der Schwangerschaft mittels Feinultraschall gestellt werden.

## Differentialdiagnose
Abzugrenzen sind das Pseudoaminopterin-Syndrom, Entwicklungsanomalien des Schädeldaches, die Pierre-Robin-Sequenz und Reduktionsdefekte der Gliedmaßen.